# Helianthemum virgatum
Espèce
Helianthemum virgatum est une espèce de plantes à fleurs de la famille des Cistaceae endémique de la Tunisie.